# 中間戦士 Mr.中
『中間戦士 Mr.中』（ちゅうかんせんし ミスターちゅん）は、矢上裕による日本の漫画作品。ムービースクエアで放映されているWebアニメ。

## 登場人物
Mr.中（ミスターちゅん）
声 - 岸尾だいすけ

六実（むつみ）
声 - 下釜千昌

## 主題歌
- 「Mr.中のテーマ」
  - 作詞 - Yukimi
  - 作曲・編曲 - 金田充
  - コーラス：コウ&マツ

## スタッフ
- 原作・原画・脚本・絵コンテ・キャラクターデザイン - 矢上裕
- 監督 - 菅野雄二
- ペイント - 酒井理恵子
- アニメーションプロデューサー - 佐久間敏郎
- アニメーション制作 - MooGoo、スタジオ藍丸、マザーランド・エンターテインメント
- 音響監督 - 亀山俊樹
- 音響プロデューサー - 関智寛
- 録音 - 熊倉亨
- 音響コーディネーター - 山岡公広
- 効果 - サウンドボックス
- 音楽プロデューサー - 三浦泰
- 音楽協力 - トムス・ミュージック、画斗

## 単行本
1. 2011年3月 ISBN 978-4-04-727218-7